# Gonolobus domingensis
Gonolobus domingensis là một loài thực vật có hoa trong họ La bố ma. Loài này được Alain mô tả khoa học đầu tiên năm 1978.